# Markus Rosenberg
Markus Rosenberg (Malmö, 27 de setembro de 1982) é um ex-futebolista sueco, atua pelo Malmö. Rosenberg atuou pela seleção sueca na Copa do Mundo de 2006.

## Carreira

### Início
Rosenberg começou sua carreira no Malmö FF quando tinha apenas cinco anos de idade. Foi bem-sucedido no time de base, onde começou a jogar como lateral direito antes de mudar para o ataque. Estreou em 2001, mas demorou para que se tornasse um jogador-titular graças à competição com   Niklas Skoog e Peter Ijeh. Quando o clube comprou os atacantes Afonso Alves e Igor Sypniewski, na temporada de 2004, Rosenberg foi emprestado ao Halmstads BK. Lá, se tornou o artilheiro da temporada de 2004. De voltla ao Malmö, também foi destaque na Royal League 2004-05, antes de ir para o Ajax

### Ajax
Ele chegou ao Ajax Amsterdam no começo da temporada 2006-06, com uma taxa de €5.3 milhões. Danny Blind mostrou sua fé em Rosenberg ao deixá-lo jogar como titular logo de início. Rosenberg começou bem, marcando na sua estreia contra o Brøndby IF nas qualificações para a UEFA Champions League , and marcando também em sua estreia na Eredivisie contra RBC Roosendaal.  Ao decorrer da temporada, seu desempenho caiu, até que Blind decidiu jogar em um sistema 4-4-2, com Rosenberg e Angelos Charisteas como atacantes, ao invés do sistema 4-3-3 de antes.
Com o novo sistema, Ajax continuou abaixo do esperado, até que na pausa de inverno, Klaas-Jan Huntelaar se juntou ao time por €9 milhões. Rosenberg perdeu sua posição, e passou a ser um winger esquerdo no sistema 4–3–3 a que voltaram. Assim, na segunda parte da temporada, o Ajax passou a jogar melhor, e alcançou os play-offs, além de chegar ao quinto lugar da Eredivisie. Nos play-offs, derrotaram Feyenoord Rotterdam e FC Groningen, conquistando um lugar na premliminares da  UEFA Champions League da temporada seguinte. Ajax ganhou também a KNVB Cup nesta temporada.

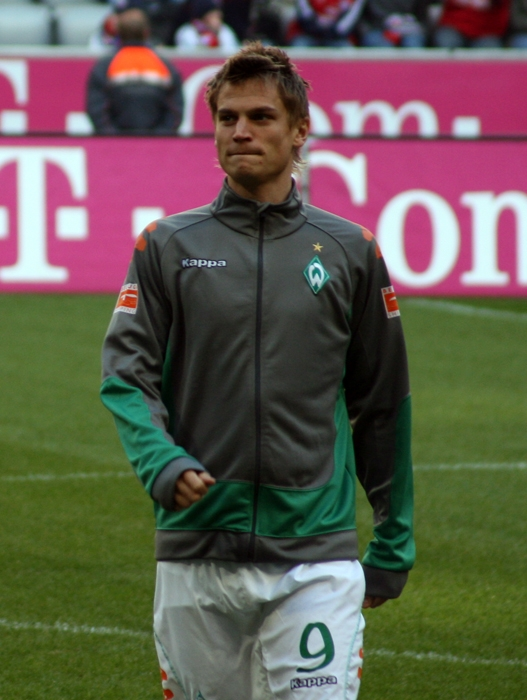
Markus Rosenberg durante a partida contra o Bayern de Munique.

Quando do início da temporada 2006-07, Rosenberg já não era mais titular, mas uma opção de substituição para o Huntelaar. Ele marcou três gols e dois jogos na UEFA Cups appearances contra IK Start, mas não conseguiu reconquistar o posto de titular com o novo técnico Henk ten Cate.

### Werder Bremen
Em 26 de janeiro de 2007, ele foi para a Bundesliga, o Campeonato Alemão. Juntou-se ao Werder Bremen, jogando dois dias depois contra o Hannover 96. Marcou seu primeiro gol defendendo o Werder numa partida contra o Bayern de Munique, que terminou empatado em 1 a 1.
Graças à sua habilidade, Rosenberg pode ser considerado não só um perigoso cabeceador, mas também um jogador de destaque com a bola nos pés. Ele conseguiu provar sua eficiência tanto em campeonatos europeus como na própria Alemanha.

### Racing Santander
Em 31 de agosto de 2010, seu contrato com o Werder foi prolongado até 2012, porém ele foi emprestado para o time espanhol Racing Santander até junho de 2011. Rosenberg fez sua estreia pelo Racing em uma derrota por 1 a 0 contra o Valencia. Marcou seu primeiro gol pela equipe de Santander em um jogo onde seu time foi derrotado pelo Real Madrid por 6 a 1.

### Retorno ao Werder Bremen
De volta ao Werder Bremen, ainda tem uma ano de contrato com o clube. Em 23 de junho de 2011 ele deixou claro que quer continuar a jogar na Europa por mais alguns anos e mais tarde, terminar sua carreira no time de sua cidade, Malmö FF. Em maio de 2012, anunciou que deixaria a equipe ao final da temporada.

## Seleção nacional
Rosenberg jogou pela primeira vez pela Seleção Sueca de Futebol em 2005. No ano seguinte, foi convocado para a Copa do Mundo FIFA de 2006, porém não jogou nenhuma partida; e em 2008, para a Euro 2008. Já jogou 30 jogos pela Seleção e marcou 6 gols. Em 2012, foi convocado pelo técnico Erik Hamrén para disputar a Eurocopa.

## Gols pela Seleção Sueca
| #  | Data                   | Local                                  | Oponente         | Placar | Resultado | Campeonato                   |
| -- | ---------------------- | -------------------------------------- | ---------------- | ------ | --------- | ---------------------------- |
| 1. | 22 de Janeiro de 2005  | Home Depot Center, Estados Unidos      | Coreia do Sul    | 1–1    | 1–1       | Amistoso                     |
| 2. | 17 de Agosto de 2005   | Ullevi, Suécia                         | República Tcheca | 2–1    | 2–1       | Amistoso                     |
| 3. | 12 de Novembro de 2005 | Seoul World Cup Stadium, Coreia do Sul | Coreia do Sul    | 2–2    | 2–2       | Amistoso                     |
| 4. | 6 de Setembro de 2006  | Ullevi, Suécia                         | Liechtenstein    | 3–1    | 3–1       | Qualificações UEFA Euro 2008 |
| 5. | 6 de Junho de 2007     | Råsunda Stadium, Suécia                | Islândia         | 4–0    | 5–0       | Qualificações UEFA Euro 2008 |
| 6. | 12 de Setembro de 2007 | Podgorica City Stadium, Montenegro     | Montenegro       | 1–1    | 2–1       | Amistoso                     |

## Títulos
Ajax
- KNVB Cup: 2005–06
- Supercopa dos Países Baixos: 2006

Werder Bremen
- DFB-Pokal: 2008–09

Malmo
- Campeonato Sueco: 2004, 2014, 2016, 2017
- Supercopa da Suécia: 2014